# Siffleur orphée
Pachycephala orpheus
Espèce
Statut de conservation UICN

 LC  : Préoccupation mineure
Le Siffleur orphée (Pachycephala orpheus) est une espèce d'oiseau appartenant à la famille des Pachycephalidae.

## Répartition
Cet oiseau vit sur les îles indonésiennes de Timor et Wetar.

## Habitat
Son habitat naturel est les forêts humides tropicales et subtropicales en plaine et les mangroves.